# Sedico
Sedico (velenceiül Sèdego) település Olaszországban, Veneto régióban, Belluno megyében. Lakosainak száma 10 116 fő (2023. január 1.). Sedico Belluno, Gosaldo, La Valle Agordina, Limana, Longarone, Borgo Valbelluna, Rivamonte Agordino, Santa Giustina és Sospirolo községekkel határos.

## Népesség
A település lakossága az elmúlt években az alábbi módon változott:
| Lakosok száma | 10 063 | 10 119 | 10 116 |
|               | 2017   | 2018   | 2023   |